# Francisco de Paula de Barcelos Machado de Bettencourt
 Francisco de Paula de Barcelos Machado de Bettencourt  (Sé (Angra do Heroísmo), Ilha Terceira, 14 de setembro de 1831 — Ilha Terceira, Açores, 19 de abril de 1907) foi um político e membro da média nobreza portuguesa, foi fidalgo Cavaleiro da Casa Real por alvará de 28 de Abril de 1868 e agraciado com a Comenda da Ordem de Isabel a Católica.

## Biografia
Foi vogal da Comissão Distrital de Junta Geral do Distrito de Angra do Heroísmo e senhor e herdeiro da casa vincular e morgadio que os seus antepassados tinham instituído na ilha Terceira e foi batizado na Igreja da Sé, freguesia da Sé, concelho de Angra do Heroísmo.
Esteve desde sempre ligado à aristocracia da ilha Terceira e foi um grande latifundiário na mesma ilha com terras principalmente na Zona dos Cinco Picos, incluindo a área geográfica onde se situa a Lagoa do Ginjal.
Nas suas terras, numa elevação, ao norte da planície da Achada mandou construir a Ermida de Nossa Senhora do Mato também conhecida como Ermida de Santo Antão ou Santinha do Mato, que ficou concluída em 1897 que manteve à sua custa. Entre as evocações encontrava-se uma dedicada a Santo Antão por este ser o protetor dos animais e a Santo Isidro.
Era feita uma festa anual em honra do Santo protector, geralmente no dia de São João, em que participavam os donos dos terrenos, os empregados e todas as pessoas convidadas. Eram feitas as marcações com ferro quente com a insígnia do seu proprietário e uma tourada, além deste acontecimento anual, levava a efeito pela ilha Terceira touradas à corda e touradas de praça com touros das suas ganadarias.
Francisco de Paula de Barcelos Machado de Bettencourt foi padrinho de batismo de José Frederico Molungo filho Ngungunhane, último monarca da dinastia Jamine e último imperador do Império de Gaza, no território que atualmente é Moçambique.
Como madrinha de batismo teve a condessa de Rego Botelho, D. Maria Sieuve de Meneses esposa de António Maria Holtreman do Rego Botelho de Faria, 1º conde de Rego Botelho.

## Relações Familiares
Era filho de Diogo Barcelos Machado Evangelho e de Maria Madalena do Carvalhal.
Casou na sua casa situada na freguesia da Terra Chã, concelho de Angra do Heroísmo, na Ermida de Nossa Senhora do Rosário, sufragânea da Igreja paroquial  de Belém, Terra Chã, Angra do Heroísmo no dia 7 de Outubro de 1846, com D. Maria Isabel Borges do Canto e Teive de Gusmão, nascida em 1825, de que teve 7 filhos:
1. D. Francisca Emília do Canto Barcelos Carvalhal, nascida em 1850 e casada com Zeferino Norberto Gonçalves Brandão.
2. Diogo de Barcelos Machado de Bettencourt, nascido em (8 de Agosto de 1847 -?) e casado com D. Mariana Joaquim Ribeiro de Bettencourt.
3. D. Ana Isabel do Canto Barcelos Machado de Bettencourt (1 de Julho de 1849 -?), casada com Manuel Basílio Coelho Borges Rocha.
4. D. Maria Adelaide de Barcelos Bettencourt Carvalhal, casada com José Pimentel Homem de Noronha, que foi presidente da Câmara Municipal de Angra do Heroísmo.
5. Francisco de Barcelos Machado de Bettencourt, que foi padre.
6. D. Mariana Amélia de Barcelos Machado de Bettencourt, que casou com Francisco de Paula Rego de Meneses Camelo Borges.
7. Miguel de Barcelos Machado de Bettencourt, casado com Maria Teresa Ferraz de Noronha.